# Дорошенко Володимир Павлович
Володи́мир Па́влович Дороше́нко (2 квітня 1989, Самбір — 31 серпня 2014, Бердянське) — солдат Збройних сил України. Кавалер ордена «За мужність». Учасник російсько-української війни.

## Життєпис
Народився 1989 року в місті Самбір (Львівська область). Закінчив ЗОШ № 1, Самбірське ПТУ-2, вступив до Львівського політехнічного університету. 2007 року вирішив служити в лавах ЗС України за контрактом. Водій, 703-й інженерний полк.
Після спроби анексії Росією Криму направлений виконувати бойові завдання в Херсонську область. З липня 2014-го перебував на Донбасі.
Загинув 31 серпня 2014-го внаслідок підриву автомобіля під Маріуполем на невизначеному вибуховому пристрої, здетонували міни, які військовики перевозили. Також загинули Вадим Суский, Ігор Бжостовський, Андрій Струсь, Роман Малецький, Ігор Шубак, четверо військовиків поранено.
Похований у Самборі.
Без Володимира лишились дружина Ілона та син.

## Нагороди і вшанування
За особисту мужність і героїзм, виявлені у захисті державного суверенітету та територіальної цілісності України, вірність військовій присязі під час російсько-української війни
- нагороджений орденом «За мужність» III ступеня (26.2.2015, посмертно).
- Його портрет розміщений на меморіалі «Стіна пам'яті полеглих за Україну» в Києві: секція 4, ряд 4, місце 8
- Вшановується 31 серпня на щоденному ранковому церемоніалі вшанування українських захисників, які загинули цього дня в різні роки внаслідок російської збройної агресії[1]
- Почесний громадянин Самбора (2015; посмертно)
- 2021 року на фасаді самбірської школи № 1 урочисто відкрито меморіальну дошку на честь Володимира Дорошенка[2]